# سفارة إيران في النمسا
سفارة إيران في النمسا هي أرفع تمثيل دبلوماسي لدولة إيران لدى النمسا. تقع السفارة في فيينا وهي تهدف لتعزيز المصالح الإيرانية في النمسا.

## وصلات خارجية
- الموقع الرسمي
- قائمة سفارات إيران
- قائمة السفارات في النمسا